# Babonneau

Babonneau

Babonneau

Babonneau ist eine der Regionen im karibischen Inselstaat St. Lucia. 

## Geographie
Die Region befindet sich im gebirgigen Herzen der Insel, im Nordwesten, im Grenzbereich der Quarter (Distrikte) Castries, Gros Islet und Dauphin. Es grenzt zudem an die Ortsbereiche von Plateau, Garrand, Fond Assau, Girard Cacoa, Cabiche und Balata. Landschaftlich ist die Gegend geprägt durch die Ausläufer der Berge von Plateau im Norden. Es bestehen Straßenverbindungen nach Castries und Marquis.
Vor Ort gibt es mehrere touristische Angebote, die die Fauna und Flora des Regenwalds erleben lassen, unter anderem eine Seilbahn.

## Religion
Babonneau ist unter anderem deswegen bekannt, weil dort der Sitz der Kélé-Religion ist. Daneben gibt es eine katholische Catholic Church of the Good Shepherd und weitere Kirchen (Babonneau Pentecostal Church, Amethyst Garrand SDA Church, La Croix Evangelical Church). 